# Ла-Трапп
Ла-Трапп (фр. La Trappe) — аббатство во Франции, центр реформы цистерцианского ордена, в результате которой в 1663 году образовалась ветвь цистерцианцев, получившая по имени аббатства название "Ордена траппистов". 
Основано в 1140 году. Находится в Нижней Нормандии примерно в ста километрах к западу от Парижа.

## История
Аббатство основано в 1140 году. Через семь лет присоединилось к цистерцианскому ордену, после чего стало подчиняться аббатству Клерво. После периода роста и процветания наступил упадок, монастырь несколько раз разорялся в Столетнюю войну.
В 1662 году аббатом Ла-Траппа стал А.-Ж. ле Бутилье де Рансе, который в ответ на послабление правил и снижение дисциплины в других цистерцианских монастырях основал новый орден, получивший официальное название «Орден цистерцианцев строгого соблюдения» (лат. Ordo Cisterciensis Strictioris Observantia). Через некоторое время новая ветвь цистерцианцев стала неофициально именоваться по своему центру траппистами. Монастыри траппистов отличались суровой аскезой, строгой дисциплиной и неукоснительным соблюдением правил святого Бенедикта. Многие цистерцианские монастыри во Франции и остальной Европе приняли реформу и перешли в новый орден.
Во время французской революции монастыри траппистов, как и прочие монастыри страны были национализированы, а монахи изгнаны. В аббатство Ла-Трапп монахи получили возможность вернуться в 1815 году, однако обнаружили монастырь в руинах. Восстановление Ла-Траппа продолжалось более пятнадцати лет, в 1832 году была освящена новая монастырская церковь.
В 1880 году монахи ещё раз изгонялись из Ла-Траппа антиклерикальным французским правительством, но вскоре смогли вернуться. 
В 1890-х годах в аббатстве шли масштабные строительные работы.

## Современное состояние
Ла-Трапп — действующее аббатство. До недавнего времени  аббатом монастыря был Геррик Рейтц-Сежот (Guerric Reitz-Séjotte). Томас Джорджон избран настоятелем в январе 2021 г.
"Филиалы" (монастыри) Ордена траппистов (и соответственно монахи-трапписты) существуют в ряде европейских, азиатских и африканских  стран, а также в США и Канаде.